# Kamenka (Pensa)

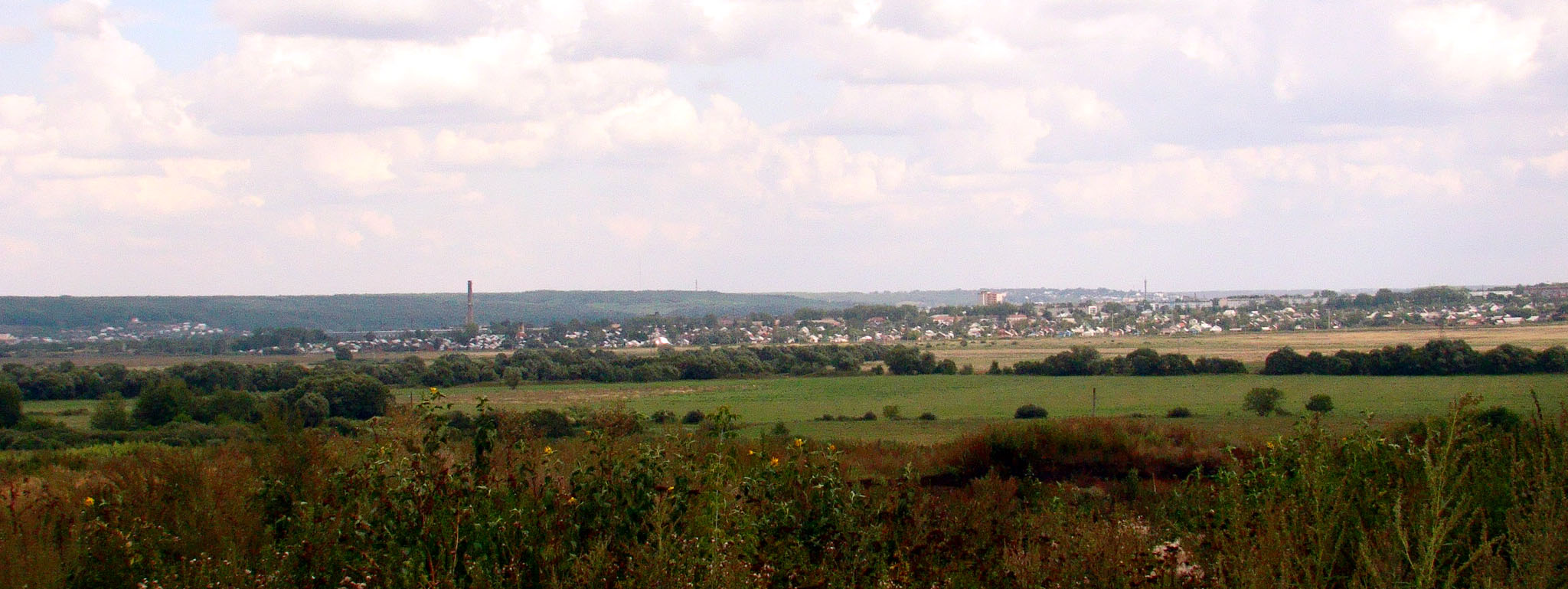
Aussicht auf Kamenka vom Dorf Warwarowka

Kamenka (russisch Каменка) ist eine Stadt in der Oblast Pensa (Russland) mit 39.577 Einwohnern (Stand 14. Oktober 2010).

## Geografie
Die Stadt liegt am Westrand der Wolgaplatte etwa 75 km westlich der Oblasthauptstadt Pensa am Atmis, einem linken Nebenfluss der Mokscha im Flusssystem der Wolga.
Kamenka ist Verwaltungszentrum des gleichnamigen Rajons.
Die Stadt liegt an der 1874 eröffneten Eisenbahnstrecke Rjaschsk–Pensa–Sysran (Station Belinskaja).

## Geschichte
Das Dorf Kamenka entstand im 18. Jahrhundert.
Nachdem nach Beginn des Zweiten Weltkriegs ein Landmaschinenwerk aus dem Westteil der Sowjetunion nach Kamenka verlegt worden war, wuchs die Bevölkerung schnell an, sodass der Ort am 15. Juni 1944 der Status einer Siedlung städtischen Typs und am 18. April 1951 das Stadtrecht erhielt.

### Bevölkerungsentwicklung
| Jahr | Einwohner |
| ---- | --------- |
| 1795 | 1.197     |
| 1897 | 3.409     |
| 1926 | 5.229     |
| 1939 | 8.265     |
| 1959 | 25.219    |
| 1970 | 30.067    |
| 1979 | 35.274    |
| 1989 | 40.134    |
| 2002 | 40.712    |
| 2010 | 39.577    |

Anmerkung: ab 1897 Volkszählungsdaten

## Kultur und Sehenswürdigkeiten
Die Stadt besitzt ein Heimatmuseum, welches in einem von 1911 bis 1913 erbauten Jugendstil-Bankgebäude untergebracht ist. Daneben weitere Gebäude aus dieser Zeit, wie das Postamt von 1913 und der Palast (1914) des Grafen Wladimir Wojeikow (1868–1942, einflussreichster Großgrundbesitzer der Gegend, Generalmajor, Kommandeur der Palastwache Nikolaus’ II., erster Präsident des Russischen Olympischen Komitees).

## Wirtschaft
Größter Betrieb der Stadt ist das Werk für Landwirtschaftstechnik (Belinskselmasch), daneben gibt es Bauwirtschaft und Lebensmittelindustrie (Zuckerfabrik Atmis-sachar, war bei Eröffnung 1975 eine der größten der Sowjetunion).

## Söhne und Töchter der Stadt
- Nikolai Burdenko (1876–1946), russisch-sowjetischer Chirurg
- Pjotr Parschin (1899–1970), russisch-sowjetischer Generaloberst[2]